# Ромита (Салаж)
Ромита (рум. Romita) насеље је у Румунији у округу Салаж у општини Романаши. Oпштина се налази на надморској висини од 231 m.

## Становништво
Према подацима из 2002. године у насељу је живело 298 становника, од којих су сви румунске националности.